# Noel Mewton-Wood
Noel Mewton-Wood, avstralski pianist, * 20. november 1922, Melbourne, † 5. december 1953.